# 阿尔贝托·阿莫代奥
阿尔贝托·阿莫代奥（義大利語：Alberto Amodeo，2000年12月7日—），意大利男子游泳运动员。他曾代表意大利参加2020年夏季残疾人奥林匹克运动会游泳比赛，获得男子400米自由泳S8级银牌。